# Evangelische Kirche (Dotzheim)

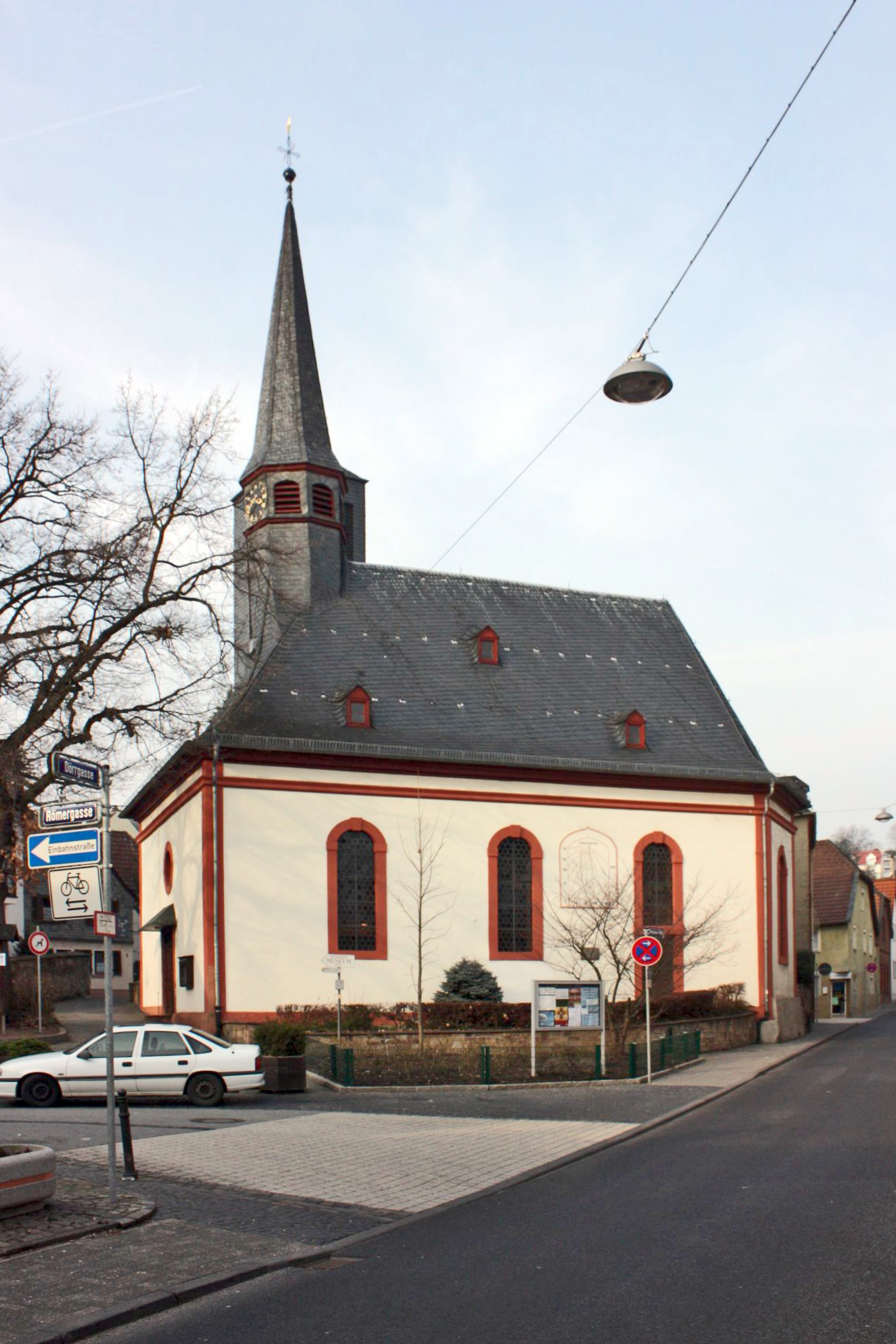
Evangelische Kirche (Dotzheim)

Die Evangelische Kirche Wiesbaden-Dotzheim ist ein denkmalgeschütztes Kirchengebäude, das in Wiesbaden-Dotzheim steht, einem Ortsbezirk der Landeshauptstadt Wiesbaden (Hessen). Die Kirchengemeinde gehört zum Dekanat Wiesbaden in der Propstei Rhein-Main in der Evangelischen Kirche in Hessen und Nassau.

## Beschreibung
Die Saalkirche mit dreiseitigem Schluss wurde 1718 nach einem Entwurf von Johann Jakob Bager gebaut. Aus dem Satteldach des Kirchenschiffs erhebt sich im Westen im Bereich des Walms seit 1730 ein achteckiger, mit einem spitzen Helm bedeckter Dachreiter, der die Turmuhr und den Glockenstuhl beherbergt. Der Innenraum hat Emporen an drei Seiten. An der Decke befinden sich Bilder, die die zwölf Apostel zeigen. Die Orgel mit 9 Registern, einem Manual und einem Pedal wurde 1893 von Gustav Raßmann gebaut und 1951 von der Förster & Nicolaus Orgelbau restauriert.